# Grab (przystanek kolejowy)
Grab – zlikwidowany przystanek kolejowy w Grabie, w województwie wielkopolskim, w Polsce, na trasie wąskotorowej linii Witaszyce Wąskotorowe – Zagórów.